# 인천 동구의 국회의원

## 행정구역 변천
- 1968년 1월 1일 경기도 인천시 동구 설치
- 1981년 7월 1일 인천직할시 동구
- 1995년 1월 1일 인천광역시 동구

## 인천 동구의 역대 국회의원 일람
| 대수   | 이름           | 소속정당     | 임기                               | 선거구역 |
| ------ | -------------- | ------------ | ---------------------------------- | --- |
| 제8대  | 류승원(柳承源) | 민주공화당   | 1971년 7월 1일 ~ 1972년 10월 17일  | 인천시 중구·동구 일원(제1선거구)                                                                                        |
| 제9대  | 김은하(金殷夏) | 신민당       | 1973년 3월 12일 ~ 1979년 3월 11일  | 인천시 일원(제1선거구)                                                                                                  |
| 제9대  | 류승원(柳承源) | 민주공화당   | 1973년 3월 12일 ~ 1979년 3월 11일  | 인천시 일원(제1선거구)                                                                                                  |
| 제10대 | 김은하(金殷夏) | 신민당       | 1979년 3월 12일 ~ 1980년 10월 27일 | 인천시 일원(제1선거구)                                                                                                  |
| 제10대 | 류승원(柳承源) | 민주공화당   | 1979년 3월 12일 ~ 1980년 10월 27일 | 인천시 일원(제1선거구)                                                                                                  |
| 제11대 | 김숙현(金淑鉉) | 민주정의당   | 1981년 4월 11일 ~ 1985년 4월 10일  | 인천시 동구·북구 일원(제2선거구)                                                                                        |
| 제11대 | 정정훈(鄭貞薰) | 민주한국당   | 1981년 4월 11일 ~ 1985년 4월 10일  | 인천시 동구·북구 일원(제2선거구)                                                                                        |
| 제12대 | 류제연(柳濟然) | 신한민주당   | 1985년 4월 11일 ~ 1988년 5월 29일  | 동구·북구 일원(제2선거구)                                                                                               |
| 제12대 | 김숙현(金淑鉉) | 민주정의당   | 1985년 4월 11일 ~ 1988년 5월 29일  | 동구·북구 일원(제2선거구)                                                                                               |
| 제13대 | 서정화(徐廷華) | 민주정의당   | 1988년 5월 30일 ~ 1992년 5월 29일  | 중구·동구 일원 |
| 제14대 | 서정화(徐廷華) | 민주자유당   | 1992년 5월 30일 ~ 1996년 5월 29일  | 중구·동구 일원 |
| 제15대 | 서정화(徐廷華) | 신한국당     | 1996년 5월 30일 ~ 2000년 5월 29일  | 중구·동구·옹진군 일원                                                                                                   |
| 제16대 | 서상섭(徐相燮) | 한나라당     | 2000년 5월 30일 ~ 2004년 5월 29일  | 중구·동구·옹진군 일원                                                                                                   |
| 제17대 | 한광원(韓光元) | 열린우리당   |                                    | 중구·동구·옹진군 일원                                                                                                   |
| 제18대 | 박상은(朴商銀) | 한나라당     | 2008년 5월 30일 ~ 2012년 5월 29일  | 중구·동구·옹진군 일원                                                                                                   |
| 제19대 | 박상은(朴商銀) | 새누리당     | 당선 무효                          | 중구·동구·옹진군 일원                                                                                                   |
| 제20대 | 안상수(安相洙) | 무소속       | 2016년 5월 30일 ~ 2020년 5월 29일  | 중구·동구·옹진군·강화군 일원                                                                                            |
| 제21대 | 허종식(許琮植) | 더불어민주당 | 2020년 5월 30일 ~ 2024년 5월 29일  | 동구·미추홀구 갑: 미추홀구 도화1동 도화2·3동 주안1동 주안2동 주안3동 주안4동 주안5동 주안6동 주안7동 주안8동, 동구 일원 |
| 제22대 | 허종식(許琮植) | 더불어민주당 | 2024년 5월 30일 ~                  | 동구·미추홀구 갑: 미추홀구 도화1동 도화2·3동 주안1동 주안2동 주안3동 주안4동 주안5동 주안6동 주안7동 주안8동, 동구 일원 |

## 같이 보기
- 인천시의 국회의원
- 인천 중구의 국회의원
- 인천 서구의 국회의원
- 강화군의 국회의원
- 인천 옹진군의 국회의원
- 인천 미추홀구의 국회의원
- 중구·동구 (인천 선거구)
- 중구·동구·옹진군
- 중구·동구·강화군·옹진군
- 동구·미추홀구 갑